# 凱氏虎脂鯉
凱氏虎脂鯉，為輻鰭魚綱脂鯉目脂鯉亞目狼牙脂鯉科虎脂鲤属的其中一個種，分布於南美洲巴西淡水流域，體長可達19公分，棲息在河川底中層水域，生活習性不明。